# Hrnčiarovce nad Parnou
Hrnčiarovce nad Parnou é um município da Eslováquia, situado no distrito de Trnava, na região de Trnava. Tem 16,28 km² de área e sua população em 2019 foi estimada em 2253 habitantes.

## Demografia
| Ano:        | 1994 | 2004   | 2014   | 2024   |
| ----------- | ---- | ------ | ------ | ------ |
| Broj ljudi: | 1991 | 2067   | 2250   | 2231   |
| Razlika:    |      | +3,81% | +8,85% | -0,84% |

| Ano:               | 2023 | 2024   |
| ------------------ | ---- | ------ |
| Número de pessoas: | 2229 | 2231   |
| Diferença:         |      | +0,08% |